# 诺夫琳·威廉姆斯-米尔斯
诺夫琳·威廉姆斯-米尔斯（英語：Novlene Williams-Mills，娘家姓威廉姆斯（Williams）；1982年4月26日—），是一名退役牙买加田径运动员。她曾在2007年世界田径锦标赛上获得女子400米铜牌。她也参加了2004年、2008年、2012年和2016年四届奥运。